# Kaze ni Kienaide
Kaze ni Kienaide (風にきえないで? "Non sparire nel vento") è un brano musicale del gruppo musicale giapponese de L'Arc~en~Ciel, pubblicato come primo singolo estratto dall'album True, l'8 luglio 1996. Il singolo ha raggiunto la quarta posizione della classifica Oricon dei singoli più venduti in Giappone, rimanendo in classifica per tredici settimane e vendendo 210 625 copie. Il singolo è stato ripubblicato il 30 agosto 2006.

## Tracce
CD Singolo KSD2-1024
1. Kaze ni Kienaide (風にきえないで)
2. I'm so happy
3. Kaze ni Kienaide (Voiceless Version)

Durata totale: 13:58

## Classifiche
| Classifica (19956) | Posizione più alta |
| ------------------ | ------------------ |
| Giappone (Oricon)  | 4                  |